# Rock All Night
Rock All Night is een Amerikaanse misdaadfilm uit 1957 onder regie van Roger Corman.

## Verhaal
Cloud Nine is een erg populaire bar bij de jeugd. Wanneer de bar wordt beroofd door moordenaars, is de politie meteen ter plaatse. De criminelen gijzelen de jongeren om de politie op een afstand te houden. De barman begrijpt dat hij iedereen zal moeten redden.

## Rolverdeling
| Acteur             | Personage |
| ------------------ | --------- |
| Dick Miller        | Shorty    |
| Russell Johnson    | Jigger    |
| Abby Dalton        | Julie     |
| Jeanne Cooper      | Mabel     |
| Robin Morse        | Al        |
| Mel Welles         | Sir Bop   |
| Richard H. Cutting | Steve     |
| Chris Alcaide      | Angie     |
| Jonathan Haze      | Joey      |
| Barboura Morris    | Syl       |
| Beach Dickerson    | The Kid   |
| Clegg Hoyt         | Marty     |
| Richard Karlan     | Jerry     |
| Bruno VeSota       | Charlie   |
| Ed Nelson          | Pete      |